# Mauricio Soler
Pour les articles homonymes, voir Soler et Hernandez.
Soler  Hernández est un nom espagnol. Le premier nom de famille, en général paternel, est Soler ; le second, en général maternel, souvent omis, est Hernández.
Juan Mauricio Soler Hernández est un coureur cycliste colombien, né le 14 janvier 1983 à Ramiriquí dans le département de Boyacá.

## Biographie
Il commence sa carrière professionnelle en 2005 chez 05 Orbitel. Il est passé chez Acqua & Sapone puis Barloworld et intègre l'équipe cycliste Movistar. Il se révèle sur le Tour de France 2007 en remportant une étape et le classement de la montagne. Il ne peut défendre ce titre en 2008 car il chute lors de la première étape, se blesse et abandonne lors de la cinquième.
Lors du Tour de Suisse 2011, il remporte la seconde étape et porte le maillot de leader. Il chute au cours de la sixième étape. Souffrant d'une fracture du crâne, il est plongé dans un coma artificiel. Il sort du coma quelques jours plus tard mais souffre encore de graves déficits cognitifs. Il ne retourne en Colombie que plusieurs mois plus tard, après une longue hospitalisation. 
Dès lors, grâce au soutien de sa famille et avec l'aide de professionnels de santé, il tente de redevenir compétitif et de reprendre le fil de sa carrière. Pourtant, le 17 juillet 2012, Mauricio Soler doit se résoudre à suivre l'avis de son neurologue et annonce qu'il prend sa retraite sportive.

## Palmarès

### Palmarès année par année
- 2001
  - Tour de Colombie juniors
- 2002
  - 4e étape du Tour de Colombie espoirs
  - 2e du Tour de Colombie
- 2003
  - 2e étape du Tour de Colombie espoirs
  - 3e du Tour de Colombie
- 2004
  - Tour de Colombie espoirs :
    - Classement général
    - 1re étape
- 2005
  - 5e étape de la Vuelta a Boyacá
  - 14e étape du Tour de Colombie
  - 3e de la Vuelta al Valle del Cauca
- 2006
  - Circuit de Lorraine :
    - Classement général
    - 2e étape
- 2007
  - Tour de France :
    -  Classement de la montagne
    - 9e étape

  - Tour de Burgos :
    - Classement général
    - 2e étape

  - 2e de Milan-Turin
- 2008
  - 2e du Tour de Castille-et-León
- 2009
  - 2e de la Semaine cycliste lombarde
- 2011
  - 2e étape du Tour de Suisse

### Résultats sur les grands tours

#### Tour de France
2 participations
- 2007 : 11e, vainqueur du  classement de la montagne et de la 9e étape
- 2008 : abandon (5e étape)

#### Tour d'Italie
2 participations
- 2008 : abandon (11e étape)
- 2009 : abandon (16e étape)

### Résultats sur les championnats

#### Championnats du monde professionnels

##### Course en ligne
2 participations.
- 2006 : abandon.
- 2008 : abandon.

### Classements mondiaux
| Année                  | 2007 | 2008 | 2009 | 2010 | 2011 |
| ---------------------- | ---- | ---- | ---- | ---- | ---- |
| Calendrier mondial UCI |      |      | 247e |      |      |
| UCI World Tour         |      |      |      |      | 168e |
| UCI Europe Tour        | 35e  | 247e | 101e |      |      |